# Mimastra gracilis
Mimastra gracilis là một loài bọ cánh cứng trong họ Chrysomelidae. Loài này được Bay miêu tả khoa học năm 1878.